# Дом културе Пирот
Дом културе Пирот је институција која се налази у Пироту и која организује културно-уметничке програме у том граду. Налази се у самом центру града.

## Оснивање
Дом културе у Пироту је основан 1986. године и основао га је скупштински Одбор Пирота.

## Просторије
Дом културе има око 2000 квадратних метара простора који укључује биоскоп, позоришну салу и сале за разне секције (музичке, драмске...). У оквиру секција постоје и фолклорни и плесни ансамбл.

## Догађаји и пројекти
Један од најзапаженијих пројеката који се дешава сваке године, а финансира га Дом културе, јесте Пиротско културно лето. У оквиру Пиротског културног лета убрајају се разне радионице, музички концерти, фудбалски турнири... Активности које се такође организују сваке године јесу Сајам књига и графике, Сајам цвећа, Сајам лова и риболова, Конкурс за кратку причу, Дани културе европских земаља.
Директор Дома културе је Мишко Ћирић.